# Paul Colize
Œuvres principales
- Back Up
- Un long moment de silence
- Concerto pour 4 mains
- Toute la violence des hommes

Paul Colize, né en 1953 à Bruxelles, est un écrivain belge de polars.

## Biographie
La mère de Paul Colize est polonaise et s'est installée en Belgique à 23 ans, son père est belge.
Paul Colize a été consultant. Il vit à Waterloo, dans la province du Brabant wallon.

## Thèmes
Paul Colize traite souvent de l'histoire et des actualités belges dans ses livres. Ainsi, Devant Dieu et les hommes traite de la catastrophe du Bois de Cazier en 1956.
Un long moment de silence aborde le sujet de « la réponse judiciaire défaillante à la Shoah, qui contribue à remettre en cause la notion de justice et l’efficacité de l’appareil judiciaire. »

## Méthode d’écriture
Pour écrire Concerto pour 4 mains, Paul Colize s'est fréquemment entretenu avec l’ancien truand François Troukens.
Un long moment de silence est un « roman archéologique, c’est-à-dire [un] roman qui interroge l’Histoire
à partir du présent et se fait plutôt récit de l’enquête que récit de l’évènement ». Certaines parties du livre sont inspirées de l'histoire familiale de l'auteur.

## Œuvre

### Romans
- Les Sanglots longs, Seff éditions, 1999
- Le Seizième Passager, Seff éditions, 2002
- Clairs Obscurs, Seff éditions, 2003
- Quatre Valets et une dame, Seff éditions, 2005
- Sun Tower, MMS éditions, 2007
- La Troisième Vague, Éditions Krakoen, 2009
- Le Baiser de l'ombre, Éditions Krakoen, 2010
- Le Valet de cœur [7], Éditions Krakoen, 2010
- Back Up, La Manufacture de livres, 2012 - Gallimard, coll. « Folio policier » no 685, 2013
- Un long moment de silence, La Manufacture de livres, 2013 - Gallimard, coll. « Folio policier » no 728, 2014
- L'Avocat, le Nain et la Princesse masquée, La Manufacture de livres, 2014 - Pocket n° 16128, 2015
- Concerto pour 4 mains, Fleuve éditions, 2015 - Pocket n°16905, 2017
- Un parfum d'amertume, Pocket n° 16188, 2016
- Zanzara, Fleuve éditions, 2017
- Un jour comme les autres, Éditions Hervé Chopin, 2019 - Gallimard, coll. « Folio policier » no 906, 2020[8]
- Toute la violence des hommes, Éditions Hervé Chopin, 2020[9] - Gallimard, coll. « Folio policier » no 964, 2022
- Un monde merveilleux, Éditions Hervé Chopin, 2022 - Gallimard, coll. « Folio policier » no 999, 2023
- Devant Dieu et les hommes, Éditions Hervé Chopin, 2023 - Gallimard, coll. « Folio policier » no 1030, 2024
- Le Meurtre de la rue Blanche, Éditions Hervé Chopin, 2024

### Collectifs
- Fenêtres sur court, MMS éditions, 2006
- Onze Balles perdues, Éditions Krakoen, 2010
- Le Mystère Krakoen, Éditions Krakoen, 2010
- Polychromes, Éditions Ecorce, 2011
- L'Exquise Nouvelle, Éditions La Madolière, 2011
- Les auteurs du Noir face la différence, Éditions Jigal, 2012
- Les 7 petits nègres - L'Exquise Nouvelle saison 2, Éditions In Octavo, 2013
- Les Aventures du Concierge Masqué - L'Exquise Nouvelle saison 3, L'exquise Édition, 2013
- Bruxelles Noir, Éditions Asphalte, 2015

### Livres audio
- Le nouveau maître du thriller, Audible Studios, 2019
- L'histoire presque vraie du plus célèbre tableau du XXe siècle, Audible Studios, 2020

### Préfaces
- Compartiment tueurs, Sébastien Japrisot, Gallimard, coll. « Folio policier » no 67, 2014.  (ISBN 978-2-07-045599-7)
- L'Embaumeur Volume 5 : Anvers et damnation, Maxime Gillio. Saint-Romain-de-Colbosc : L'Atelier Mosésu, 2013.  (ISBN 979-10-92100-06-8)

## Prix et distinctions
- Prix Saint-Maur en poche 2013 pour Back Up[10]
- Prix Landerneau Polar 2013 pour Un long moment de silence[11]
- Prix Boulevard de l'Imaginaire 2013 pour Un long moment de silence[12]
- Prix Polars Pourpres 2013 pour Un long moment de silence[13]
- Prix Plume de Cristal 2016 pour Concerto pour 4 mains[réf. nécessaire]
- Prix Arsène Lupin 2016 pour Concerto pour 4 mains[14]
- Prix des lecteurs Sang d'Encre 2016 pour Concerto pour 4 mains[15]
- Prix Michel-Lebrun 2020 pour Toute la violence des hommes[16]
- Prix des lecteurs du Festival de Villeneuve 2020 pour Toute la violence des hommes[17]